# Waarbenjij.nu
Waarbenjij.nu is een in mei 2003 gestarte website die fungeert als een reisweblog en networkcommunity, zoals Hyves en Facebook. De website is bedoeld voor het up-to-date houden van familie en vrienden en anderen die tijdelijk in het buitenland verblijven. Het idee werd geboren toen de vriendin van een van de oprichters in India stage liep.

## Zusterprojecten
Internationaal heeft waarbenjij.nu zustersites. In Duitsland is het moederbedrijf Easyapps actief met wobistdujetzt.com en in Groot-Brittannië met whereareyou.net.